# Болт, Виктор
Виктор Гомеш Лемош или Виктор Болт (англ. Victor Gomes Lemos; 14 апреля 1987, Рио-де-Жанейро, Бразилия) — бразильский футболист, полузащитник бразильского клуба «Ботафого Рибейран-Прету».

## Биография
Виктор Болт родился в Рио-де-Жанейро, в 2011 году дебютировал за бразильский клуб «Олария», а до этого на молодёжном уровне играл за «Фламенго», представляя клуб в категории семь-на-семь. В июне 2011 года в первый раз в карьере отправился за границу в аренду, в Португалию, где выступал за клуб второй лиги «Белененсиш».
После того, как в 25 матчах от четырежды отличился, Виктор вернулся в Бразилию, где 19 июля 2012 года был отдан в аренду футбольному клубу «Баия». Дебютировал в Серии А 15 августа, а его команда со счётом 2-0 в гостях победила клуб «Понте-Прета».
После окончания аренды на некоторое время вернулся в «Оларию», однако 9 января 2014 года подписал контракт с футбольным клубом «Мадурейра». После того, как в серии С стал лучшим бомбардиром команды, подписал годичный контракт с клубом «Васко да Гама».
19 мая 2015 года Виктор Болт был взят в аренду командой «Португеза Деспортос» до окончания сезона. 6 ноября того же года перешёл в клуб «Вила-Нова». В сезоне 2017—2018 годов выступал за «Гояс», после чего отправился в чемпионат Китая, где присоединился к команде «Хэйлунцзян Лава Спринг». В феврале 2020 года вернулся в Бразилию и стал играть за «Ботафого Рибейран-Прету».